# Dear My Friends
Dear My Friends (디어 마이 프렌즈?, Di-eo ma-i peurenjeuLR) è una serie televisiva sudcoreana trasmessa su tvN dal 13 maggio al 2 luglio 2016.

## Personaggi
- Park Wan, interpretata da Go Hyun-jung
Traduttrice di romanzi giapponesi, 37 anni.
- Jo Hee-ja, interpretata da Kim Hye-ja
72 anni.
- Moon Jeong-ah, interpretata da Na Moon-hee
Compagna di scuola elementare di Hee-ja, moglie di Seok-gyun, 72 anni.
- Jang Nan-hee, interpretata da Go Doo-shim
Madre di Wan, proprietaria di un negozio di jjamppong, 63 anni.
- Lee Young-won, interpretata da Park Won-sook
Un'ex-attrice, compagna di classe di Nan-hee, 63 anni.
- Oh Choong-nam, interpretata da Youn Yuh-jung
65 anni.
- Lee Seong-jae, interpretato da Joo Hyun
Ex-avvocato, amico di scuola di Hee-ja e Jeong-ah, 72 anni.
- Oh Ssang-boon, interpretata da Kim Young-ok
Madre di Nan-hee, 86 anni.
- Kim Seok-gyun, interpretato da Shin Goo
Marito di Jeong-ah, 75 anni.

## Ascolti
| Episodio | Data di trasmissione | Titolo | Dati AGB            | Dati AGB                   | Dati TNMS |
| Episodio | Data di trasmissione | Titolo | A livello nazionale | Area metropolitana di Seul | Dati TNMS |
| -------- | -------------------- | --- | ------------------- | -------------------------- | --------- |
| 1        | 13 maggio 2016       | Mi-anhajiman, nan dangindeur-i gunggeumhaji anh-a-yo (미안하지만, 난 당신들이 궁금하지 않아요?; Mi dispiace, non mi incuriosite) | 4,895%              | 4,386%                     | 4,0%      |
| 2        | 14 maggio 2016       | Honja hal su iss-eo-yo, honja sal su iss-eo-yo (혼자 할 수 있어요, 혼자 살 수 있어요?; Posso farlo da solo, posso vivere da solo) | 4,000%              | 3,729%                     | 4,1%      |
| 3        | 20 maggio 2016       | Nobeura-e jjij-eojin cheongbajireul ibgo gil wieseo (노브라에 찢어진 청바지를 입고 길 위에서?; Per strada senza reggiseno e con i jeans strappati) | 4,676%              | 4,875%                     | 4,1%      |
| 4        | 21 maggio 2016       | Budi, butakhageoldae dangsindeul, uril da anda haji mase-yo (부디, 부탁하건대 당신들, 우릴 다 안다 하지 마세요?; Per favore, vi supplico, non dite che sapete tutto di noi)                                                                                              | 3,420%              | 3,124%                     | 3,0%      |
| 5        | 27 maggio 2016       | Oero-wo mase-yo, geudae gyeot-e naega iss-eo-yo (외로워 마세요, 그대 곁에 내가 있어요?; Non sentirti solo, sono al tuo fianco) | 4,489%              | 4,648%                     | 4,5%      |
| 6        | 28 maggio 2016       | Doedor-a gal su inneun gil doedor-a gal su obneun gil (되돌아 갈 수 있는 길 되돌아 갈 수 없는 길?; La strada per cui tornare indietro, la strada per cui non tornare indietro)                                                                                           | 3,874%              | 4,119%                     | 3,5%      |
| 7        | 3 giugno 2016        | Baram-i bunda, padoga chinda (바람이 분다, 파도가 친다?; Il vento soffia, le onde colpiscono) | 4,989%              | 5,888%                     | 3,9%      |
| 8        | 4 giugno 2016        | Machi amu ildo eobs-eotdeon geotchireom (마치 아무 일도 없었던 것처럼?; Come se non fosse successo niente) | 3,970%              | 4,053%                     | 3,2%      |
| 9        | 10 giugno 2016       | Insaeng jeongmal areumdapji anihanga (인생 정말 아름답지 아니한가?; La vita è davvero bellissima, no?) | 5,211%              | 5,328%                     | 4,5%      |
| 10       | 11 giugno 2016       | Boksu-ui kannar-eun galmyeo 1 (복수의 칼날을 갈며 1?; Affilando la spada della vendetta 1) | 4,486%              | 4,550%                     | 3,8%      |
| 11       | 17 giugno 2016       | Boksu-ui kannar-eun galmyeo 2 (복수의 칼날을 갈며 2?; Affilando la spada della vendetta 2) | 5,467%              | 5,909%                     | 4,6%      |
| 12       | 18 giugno 2016       | Naega algo ji-eun joe, baekgaji, naega moreugo ji-eun joe, cheon-gaji man-gaji (내가 알고 지은 죄, 백가지, 내가 모르고 지은 죄, 천가지 만가지?; Quello di cui ero consapevole, centinaia di miei peccati, quello di cui non ero consapevole, tonnellate di miei peccati) | 5,294%              | 5,015%                     | 4,1%      |
| 13       | 24 giugno 2016       | Kkeutkkaji eommadapge, kkeutkkaji tusacheoreom 1 (끝까지 엄마답게, 끝까지 투사처럼 1?; Come una madre fino alla fine, come una combattente fino alla fine 1) | 5,942%              | 5,744%                     | 5,1%      |
| 14       | 25 giugno 2016       | Kkeutkkaji eommadapge, kkeutkkaji tusacheoreom 2 (끝까지 엄마답게, 끝까지 투사처럼 2?; Come una madre fino alla fine, come una combattente fino alla fine 2) | 5,383%              | 5,972%                     | 4,4%      |
| 15       | 1 luglio 2016        | Uriga eonje dangsin-eul ireohge orae barabwa jun jeok iss-eonna? (우리가 언제 당신을 이렇게 오래 바라봐 준 적 있었나??; Quando mai ti abbiamo guardato così a lungo?) | 8,087%              | 9,259%                     | 6,8%      |
| 16       | 2 luglio 2016        | Urideur-ui rabeu sutori (우리들의 러브 스토리?; La nostra storia d'amore) | 6,870%              | 7,222%                     | 6,0%      |
| Media    | Media                | Media | 5,066%              | 5,239%                     | 4,35%     |

## Colonna sonora
1. Baby Blue – Kevin Oh
2. Wonderful (얼마나 좋아) – Jannabi
3. Beautiful – Jannabi
4. Beautiful (Eng Ver.) – Jannabi
5. Want to Be Free (바람에 머문다) – Lyn
6. Don't Go (떠나가지마) – Park Ji-min
7. Go Go! Picnic – Martin Smith
8. Be My Side – Da-eun
9. Paso a Paso – Edan

## Riconoscimenti
| Anno | Premio              | Categoria                 | Ricevente                 | Risultato       |
| ---- | ------------------- | ------------------------- | ------------------------- | --------------- |
| 2016 | Korea Drama Awards  | Best Screenplay           | Noh Hee-kyung             | Vincitore/trice |
| 2016 | tvN10 Awards        | Best Actress              | Go Hyun-jung              | Candidato/a     |
| 2016 | tvN10 Awards        | Best Actress              | Kim Hye-ja                | Candidato/a     |
| 2016 | tvN10 Awards        | Best Content Award, Drama | Dear My Friends           | Vincitore/trice |
| 2016 | tvN10 Awards        | Two Star Award            | Shin Goo                  | Candidato/a     |
| 2016 | tvN10 Awards        | Two Star Award            | Youn Yuh-jung             | Candidato/a     |
| 2016 | tvN10 Awards        | Best Kiss Award           | Jo In-sung e Go Hyun-jung | Candidato/a     |
| 2017 | Cari K Drama Awards | Best Screenplay           | Noh Hee-kyung             | Candidato/a     |
| 2017 | Cari K Drama Awards | Best Supporting Actress   | Kim Hye-ja                | Candidato/a     |